# Pentastira erebunii
Pentastira erebunii är en insektsart som beskrevs av Alexander Fyodorovich Emeljanov 1978. Pentastira erebunii ingår i släktet Pentastira och familjen kilstritar.
Artens utbredningsområde är Armenien. Inga underarter finns listade i Catalogue of Life.